# NGC 5400
NGC 5400 est une vaste galaxie lenticulaire située dans la constellation de la Vierge. Sa vitesse par rapport au fond diffus cosmologique est de 7 721 ± 19 km/s, ce qui correspond à une distance de Hubble de 113,9 ± 8,0 Mpc (∼371 millions d'al). NGC 5400 a été découverte par l'astronome germano-britannique William Herschel en 1787.
Selon la base de données Simbad, NGC 5400 est une galaxie à noyau actif.
À ce jour deux mesures non basées sur le décalage vers le rouge (redshift) donnent une distance de 129 000 ± 35,355 Mpc (∼421 milliards d'al), ce qui est à l'extérieur des valeurs de la distance de Hubble. Notons cependant que c'est avec la valeur moyenne des mesures indépendantes, lorsqu'elles existent, que la base de données NASA/IPAC calcule le diamètre d'une galaxie et qu'en conséquence le diamètre de NGC 5400 pourrait être d'environ 51,3 kpc (∼167 000 al) si on utilisait la distance de Hubble pour le calculer.